# 주세페 바레시
주세페 바레시(이탈리아어: Giuseppe Baresi, 1958년 2월 7일 ~ )은 전 이탈리아의 축구 선수이자 현재 세리에 A FC 인테르나치오날레 밀라노의 수석 코치이다. 더 유명한 그의 동생 프랑코 바레시가 AC 밀란에서 모든 경력을 보낸 것처럼 그는 그의 경력 대부분을 인테르에서 보낸 것으로 유명하다. 처음에는 프랑코 바레시 역시 형을 따라 인테르에 소개 받았지만 거부당한 뒤 지역 라이벌인 AC 밀란에서 뛰면서 1980년대 데르비 델라 마돈니아에서는 이들 형제간의 대결을 볼 수 있었다. 이후 2008년 조제 모리뉴가 인테르의 감독이던 당시 수석 코치가 되었다. 이후 라파엘 베니테스가 오면서 기술 이사를 맡았다가 그가 경질되고 레오나르두 아라우주로 바뀐 뒤부터 다시 수석 코치를 맡고 있다. 친딸인 레지나 바레시는 현재 인테르 여성팀의 주장이다.